# Phlugiola redtenbacheri
Phlugiola redtenbacheri är en insektsart som beskrevs av Heinrich Hugo Karny 1907. Phlugiola redtenbacheri ingår i släktet Phlugiola och familjen vårtbitare. Inga underarter finns listade i Catalogue of Life.